# Sasha Calle

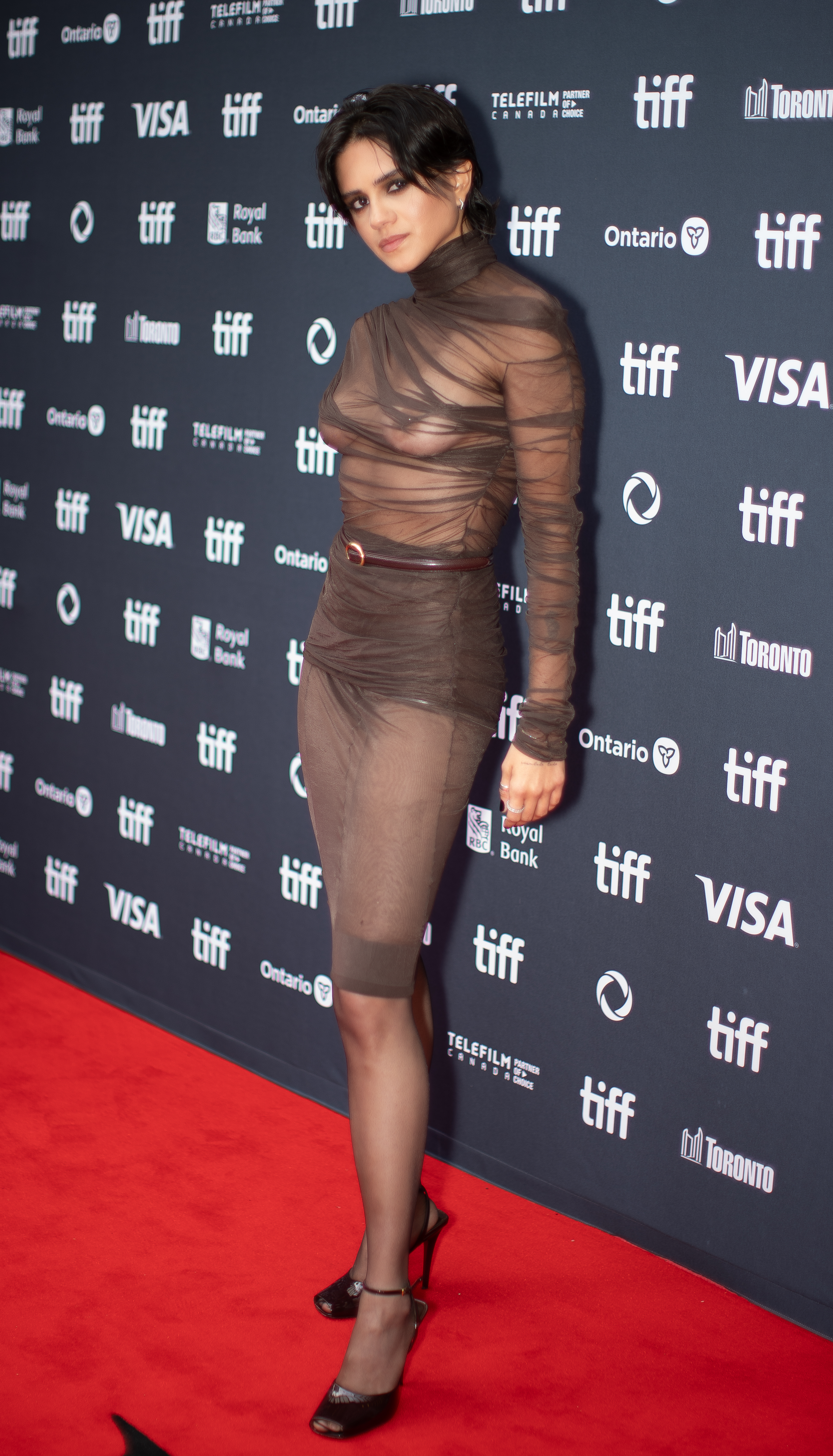
Sasha Calle na TIFF (2024)

Sasha Calle (ur. 7 sierpnia 1995 w Bostonie) – amerykańska aktorka, która zagrała Supergirl w filmie Flash.

## Filmografia

### Filmy
| Rok  | Tytuł                         | Rola                      | Uwagi       |
| ---- | ----------------------------- | ------------------------- | ----------- |
| 2017 | 18 Minutes                    | Colombian Reporter (głos) | krótkometr. |
| 2017 | Rogue Tiger                   | Thraso                    | krótkometr. |
| 2018 | The White Shoes               | The Woman                 | krótkometr. |
| 2018 | Final Stop                    | nastolatka                | krótkometr. |
| 2018 | Deep Cuts                     | Model #3                  | krótkometr. |
| 2019 | Young Blood                   | recepcjonistka            | krótkometr. |
| 2023 | Flash                         | Supergirl                 |             |
| 2024 | Poprzez lata (In the Summers) | dorosła Eva               |             |
| 2024 | On Swift Horses               | Sandra                    |             |

### Telewizja
| Rok       | Tytuł            | Rola         | Uwagi                                    |
| --------- | ---------------- | ------------ | ---------------------------------------- |
| 2017      | Socially Awkward | Virginia     | 5 odcinków                               |
| 2018-2021 | Żar młodości     | Lola Rosales | w gł. obsadzie nominacja do Daytime Emmy |